# Carlo Maria Martini
Pour les articles homonymes, voir Martini.
Carlo Maria Martini, né le 15 février 1927 à Turin (Italie) et mort le 31 août 2012 à Gallarate, près de Milan (Italie), était un prêtre jésuite italien. Professeur d'Écritures saintes et recteur de l'Institut biblique de Rome, il devient recteur de l'Université grégorienne avant d'être nommé archevêque de Milan en 1979. Il est créé cardinal par Jean-Paul II en 1983.

## Biographie

### Jeunesse et formation
Né à Turin, Carlo Maria Martini est baptisé le 22 février 1927. Au journaliste Aldo Maria Valli il confie : « C'est à mes parents que je dois mes racines religieuses et le respect de qui pense autrement que moi ». À neuf ans, il va à l'école jésuite Istituto Sociale à Turin. Le 25 septembre 1944, il entre dans la Compagnie de Jésus et est ordonné prêtre le 13 juillet 1952 par le cardinal Maurilio Fossati.
En 1958, il obtient un doctorat de théologie fondamentale à l'Université pontificale grégorienne de Rome. Sa thèse porte sur les témoignages de la résurrection du Christ. Il obtient ultérieurement un deuxième doctorat à l'Institut d'études bibliques de Rome avec cette fois-ci une thèse sur l'Évangile selon Luc.

### Professeur d'Écritures saintes
Le 2 février 1962, il fait sa profession religieuse définitive dans la Compagnie de Jésus. À partir de cette même année, il commence une longue collaboration avec la revue La Civiltà Cattolica où il signera un grand nombre d'articles, particulièrement sur le progrès des recherches en sciences bibliques. Il est chargé d'enseignement à l'Institut biblique pontifical, un institut d'études supérieures et de recherches en sciences bibliques, dont il est le recteur de 1969 à 1978.
En 1978, il est choisi par le pape Paul VI pour être le recteur (rector magnificus) de l'Université pontificale grégorienne. Pendant ces années, il publie de nombreux travaux universitaires. Il est l'un des responsables éditoriaux du Novum Testamentum Graece.

### Archevêque de Milan
Le 29 décembre 1979, Jean-Paul II le nomme archevêque de Milan. Pour sa première nomination épiscopale, Carlo Maria Martini reçoit d'emblée la responsabilité du diocèse le plus grand au monde avec plus de 1 100 paroisses, une charge considérable et prestigieuse. Il est consacré le 6 janvier 1980 par le pape en personne.
En tout l'archevêque donne une place privilégiée à la lecture et la méditation de la Parole de Dieu. En novembre 1980, il met sur pied l'école de la Parole qui réunit chaque mois des milliers de jeunes gens qu'il initie à l'écoute et la méditation de l'Écriture.
De 1986 à 1993, il préside le Conseil des conférences épiscopales d'Europe.

### Cardinal

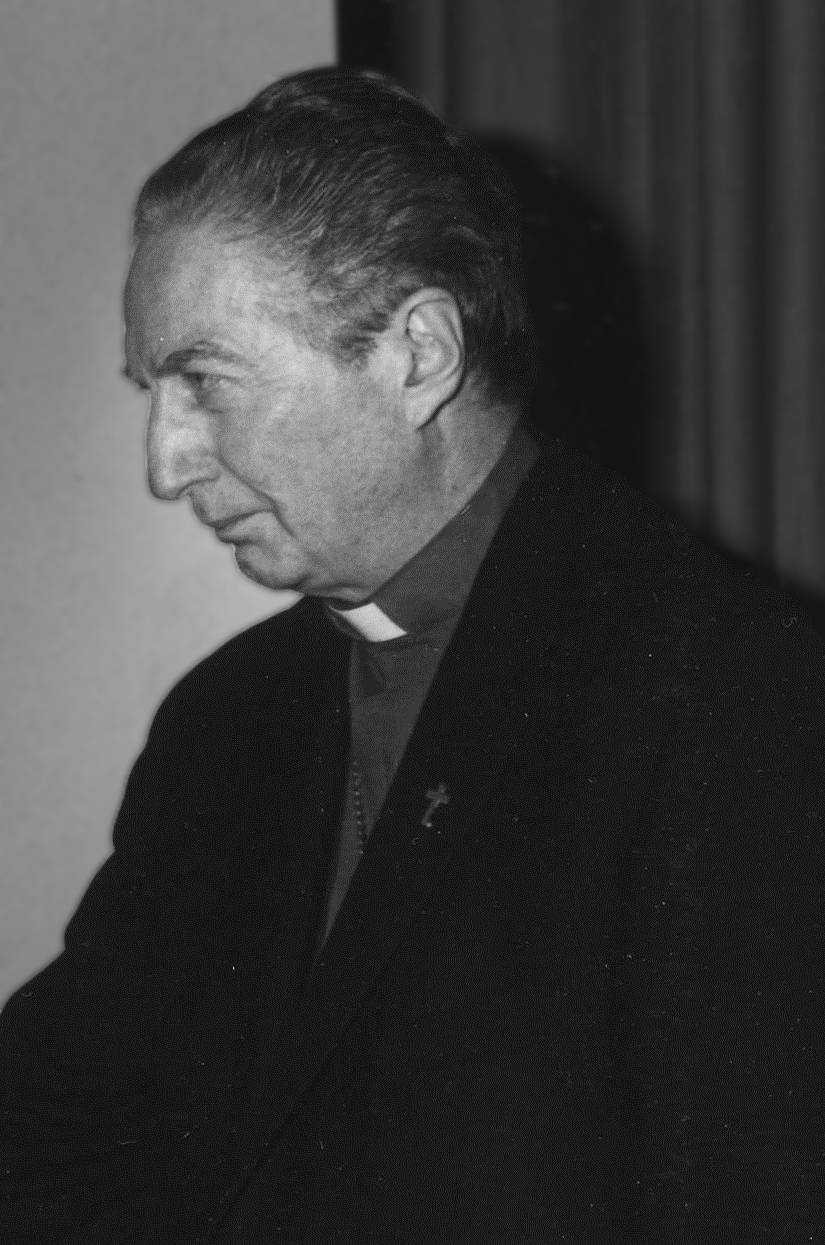
Carlo Maria Martini en 1992.

Lors du consistoire du 2 février 1983, il est créé cardinal par le pape Jean-Paul II avec le titre de cardinal-prêtre de S. Cecilia.
En 1995-1996, il participe à la création de la « mafia de Saint-Gall » avec Ivo Fürer.
En 2002, ayant atteint l'âge de la retraite, il est remplacé à Milan par le cardinal Dionigi Tettamanzi. Pour marquer la fin de son mandat apostolique à Milan il écrit une lettre pastorale intitulée Sur Ta parole : « Pas de nostalgie, pas de regrets, pas de fuites des nécessités actuelles : laissons-nous donc animer d'une ardente espérance, d'une profonde passion pour le Royaume qui vient... » Attaché à la Terre sainte, où le bibliste qu'il est retrouve les traces de Jésus de Nazareth, qui a toujours été au coeur de sa vie et de sa recherche, il prend sa retraite à Jérusalem, pour y prier et se consacrer à ses études d'exégèse biblique.
Lors du conclave de 2005, âgé de 78 ans, il est encore électeur et éligible. Pendant des années, de nombreux catholiques « progressistes » ont espéré son élection pour succéder à Jean-Paul II. Cependant, à la mort de ce dernier, l'élection du cardinal Martini est généralement considérée comme improbable, en raison de ses opinions, de son âge ou, surtout, parce qu’il souffre de la maladie de Parkinson. Il refuse alors qu'on vote en sa faveur.
Le 15 février 2007, il atteint l'âge limite de 80 ans et ne peut plus voter en cas de nouveau conclave. Il rentre en Italie du Nord en 2008, sa maladie de Parkinson s'étant aggravée.
Il meurt à Gallarate le 31 août 2012 à 85 ans. En novembre 2012, le rabbin Giuseppe Laras, acteur du dialogue judéo-chrétien au côté de Carlo Maria Martini, fait parvenir de la terre de Jérusalem pour que celle-ci soit placée dans le tombeau du cardinal. Le rabbin Laras souhaite qu'une forêt soit consacrée à sa mémoire, près du lac de Tibériade, comme pour Jean XXIII, entre autres.

## Devise épiscopale
« Pro veritate adversa diligere » (« Préférer les choses difficiles pour la vérité » ; « Pour la vérité, aimer l'adversité » ; « Par amour de la vérité, oser choisir des situations adverses »)

## Positions
Souvent considéré comme l'un des membres « progressistes » du Sacré Collège, il a montré à travers ses nombreux écrits une grande largeur de vues qui l'a rendu populaire dans certains milieux de l'Église catholique.
L'une de ses œuvres les plus connues dans le grand public est une série de lettres échangées avec l'auteur italien Umberto Eco, dont la traduction française a été publiée en 1997 sous le titre Croire en quoi ?
Il déclare en juillet 2007 qu'il ne célébrera pas la forme tridentine du rite romain tel que le permet le récent motu proprio Summorum Pontificum, soulignant la bonne volonté de Benoît XVI qui « permet à chacun de prier Dieu dans l'ancienne forme et dans la nouvelle ».
En 2008, il livre un ouvrage d'entretiens sur la foi, les jeunes et l'Église avec le jésuite Georg Sporschill, dans lequel il apparait souvent à contre-courant du pape Benoît XVI et critique à demi-mot la hiérarchie de l'Église. Il remet explicitement en cause Humanæ Vitæ et estime que l'interdiction de la contraception artificielle a créé « un tort grave » à l'Église qui, selon lui, « [s']est éloignée de beaucoup de gens » et dont « beaucoup de gens se sont éloignés ».

## Succession apostolique
Carlo Maria Martini a ordonné les évêques suivants :
- Cardinal Renato Corti (1981)
- Cardinal Giovanni Saldarini (1984)
- Évêque Marco Virgilio Ferrari (it) (1987)
- Cardinal Dionigi Tettamanzi (1989)
- Évêque Angelo Mascheroni (1990)
- Évêque Giovanni Giudici (1990)
- Cardinal Francesco Coccopalmerio (1993)
- Évêque Giuseppe Merisi (1995)
- Évêque Gervasio Gestori (it) (1996)
- Évêque Adriano Caprioli (it) (1998)
- Évêque Erminio De Scalzi (de) (1999)
- Évêque Emilio Patriarca (it) (1999)
- Évêque Diego Coletti (it) (2001)

## Publications en français

### 1968 - 1984
- 1968 : Beati Petri Apostoli epistulae Ex Papyro Bodmeriana VIII Transcriptae, (2 vol.) éd. Hamilcar Pizzi, Milan. Fac-simile d'un papyrus biblique important, le papyrus Bodmer VIII.
- 1968 : Collaboration à Kurt Aland, Matthew Black, Carlo M. Martini… [et al.], The Greek New Testament, United Bible societies, London ; New York ; Edinburgh [etc.], 2d ed.  (ISBN 3-438-05111-7)
- 1969 : Essai bibliographique sur Jésus-Christ, à la suite de Paul VI (Pape) Messages aux hommes d'aujourd'hui, le Christ et le drame de conscience moderne, Fayard, Paris.
- 1981 : Voici votre roi : les "Exercices spirituels" de saint Ignace à la lumière de saint Jean, Cerf, Coll. « Épiphanie » no 62.  (ISBN 2-204-01743-4)
- 1982 : Être avec Jésus : l'itinéraire spirituel des Douze selon saint Marc, Cerf, Coll. « Épiphanie » no 78.  (ISBN 2-204-01904-6)

- 1984 : Itinéraire de prière avec Saint Luc, Médiaspaul, Coll. «Maranatha» no 2, Paris.  (ISBN 2-7122-0209-0)
- 1984 : Saint Paul face à lui-même, Médiaspaul, Coll. «Maranatha» no 3, Paris.  (ISBN 2-7122-0208-2)
- 1984 : La Bonne Nouvelle de la Résurrection.Contribution à l'ouvrage collectif sous la direction de R. Gantoy . Cerf, Collection « Lire la Bible » no 66. 160 pages.

### 1985 - 1994
- 1985 : L'Évangélisateur en saint Luc, Médiaspaul, Coll. «Maranatha» no 5, Paris.  (ISBN 2-7122-0227-9)
- 1986 : Témoins de la Parole - Maximilien Kolbe. Thérèse de l'Enfant-Jésus. Charles de Foucauld. Simone Weil. Georges La Pira. Deux fiancés., Cerf, Coll. « Épiphanie ».  (ISBN 2204024317)
- 1986 : La Femme de la Réconciliation, ed. Saint-Paul, Paris-Fribourg.  (ISBN 2-85049-365-1)
- 1986 : Peuple en marche : pour une Église missionnaire, Médiaspaul, Coll. «Maranatha» no 6, Paris.  (ISBN 2-7122-0256-2)
- 1987 : Sur les chemins du Seigneur : réflexions pour chaque jour, Desclée de Brouwer, Paris.  (ISBN 2-220-02677-9)
- 1987 : L'Église pour le monde : méditations sur l'Église d'après les textes de Vatican II, ed. Saint-Paul, Paris-Fribourg.  (ISBN 2-85049-388-0)
- 1987 : La Femme dans son peuple : le cheminement de Marie avec les hommes et les femmes de tous les temps, Médiaspaul, Coll. «Maranatha» no 12, Paris.  (ISBN 2-7122-0281-3)
- 1987 : Présentation dans Carlo Cremona, Augustin d'Hippone : la raison et la foi, Éd. de la Colombe, Paris.  (ISBN 2-85244-830-0)
- 1990 : Préface pour Aux commencements de la foi : pastorale catéchuménale en Europe aujourd'hui / Conférence européenne des catéchuménats, Médiaspaul, Paris.  (ISBN 2-7122-0362-3)
- 1991 : Participation à Communication et spiritualité : recueil de textes et d'interviews, Pierre Babin (Dir.), Chalet, Coll. «Le chrétien en situation», Paris.  (ISBN 2-7023-0448-6)
- 1991 : Préface dans Les évêques d'Europe et la nouvelle évangélisation : textes rassemblés et introduits par Hervé Legrand, Cerf, Coll. «Documents des Églises», Paris.  (ISBN 2-204-04455-5)
- 1991 : David et le Christ : retraite ignacienne, éd. Culture et vérité, Coll. «Chrétiens aujourd'hui» no 6, Namur.  (ISBN 2-87299-016-X)
- 1992 : Prêtres, quelques années après… - Méditations sur le ministère presbytéral, Cerf, Coll. « Épiphanie », Paris.  (ISBN 2204044733)
- 1992 : "Je te cherche dès l'aube" : une école de prière, Centurion, Paris.  (ISBN 2-227-34082-7)
- 1993 : Épreuve et persévérance - Méditations sur le livre de Job, Cerf, Coll. « Épiphanie ».  (ISBN 2204046442)
- 1993 : Épreuve et persévérance : méditations sur le livre de Job, Cerf, Coll. «Épiphanie», Paris.  (ISBN 2-204-04644-2)
- 1994 : 	À l'écoute du cœur : entretiens avec Alain Elkann, Albin Michel, Coll. «Paroles vives», Paris.  (ISBN 2-226-07608-5)
- 1994 : Vie de Moïse : vie de Jésus et existence pascale, Ed. Saint-Augustin, Saint-Maurice (Suisse).  (ISBN 2-88011-027-0)
- 1994 : Abraham, notre père dans la foi, Ed. Saint-Augustin, Saint-Maurice (Suisse).  (ISBN 2-88011-026-2)

### 1995 - 1999
- 1995 : Bible et vocation : de la vocation baptismale à la vocation sacerdotale, Médiaspaul, Coll. Maranatha no 34, Paris.  (ISBN 2-7122-0522-7)
- 1995 : Samuel - Méditations sur le premier livre de Samuel, Cerf, Coll. « Épiphanie ».  (ISBN 2204050547)
- 1995 : Et Dieu se fit vulnérable : les récits de la Passion, Cerf, Coll. Épiphanie.  (ISBN 2-204-05142-X)
- 1995 : S'ouvrir à la Parole du Christ : maximes spirituelles / cardinal Martini ; choisies par Christine Povero, Fates, Coll. Foi Vivante no 363, Troyes.  (ISBN 2-909452-10-7)
- 1995 : "Je jouerai pour Toi" : méditations sur la vie religieuse, Desclée de Brouwer, Paris.  (ISBN 2-220-03696-0)
- 1995 : "Que devons-nous faire ?" : méditations pastorales sur l'Évangile de Matthieu, Desclée de Brouwer, Paris.  (ISBN 2-220-03727-4)
- 1995 : Et Dieu se fit vulnérable - Les récits de la passion, Cerf, Coll. « Épiphanie ».  (ISBN 220405142X)
- 1995 : Apôtre, projet de vie ou mandat ?, Éd. Saint-Augustin, Saint-Maurice (Suisse).  (ISBN 2-88011-028-9)
- 1996 : Mets de l'ordre dans ta vie - Méditations sur les «Exercices spirituels» de saint Ignace, Cerf, Coll. « Épiphanie ».  (ISBN 2204052892)
- 1997 : En chemin avec Timothée, Éd. Saint-Augustin, Saint-Maurice (Suisse).  (ISBN 2-88011-053-X) (OCLC 40113366)
- 1997 : La femme dans son peuple : le cheminement de Marie avec les hommes et les femmes de tous les temps, Médiaspaul, Coll. Maranatha no 12, Paris.  (ISBN 2-7122-0281-3)
- 1997 : Jérémie : parole pour aujourd'hui, Éd. Saint-Augustin, Saint-Maurice (Suisse).  (ISBN 2-88011-042-4)
- 1998 : Croire en quoi ?, en collab. avec Umberto Eco, Éd. Payot & Rivages, Coll. Rivages poche. Petite bibliothèque.  (ISBN 2-7436-0313-5)
- 1998 : À l'écoute du cœur : entretiens avec Alain Elkann, Albin Michel, Coll. Espaces Libres no 83, Paris.  (ISBN 2-226-09613-2)
- 1998 : Miettes de la Parole, Éd. Saint-Augustin, Saint-Maurice (Suisse).  (ISBN 2-88011-061-0)
- 1998 : À la fin du millénaire faisons un rêve, Salvator, Paris.  (ISBN 2-7067-0184-6)
- 1998 : Qui suis-je ? Qui es-tu ? : Méditations bibliques pour les jeunes, Salvator, Paris.  (ISBN 2-7067-0191-9)
- 1998 : Parole et politique, en collab. avec Enzo Bianchi, Éd. Fates, Troyes.  (ISBN 2-909452-22-0)
- 1998 : Marie souffre encore, Éd. Saint-Paul, Versailles.  (ISBN 2-85049-739-8)
- 1999 : Libre pour aimer - Marie, Servante du Seigneur, modèle des croyants – Méditations, Cerf, Coll. « Épiphanie ».  (ISBN 2204060429)
- 1999 : Petit dictionnaire de spiritualité, Éd. Saint-Augustin, Saint-Maurice (Suisse).  (ISBN 2-88011-141-2)
- 1999 : J'irai vers mon Père : lettre pastorale 1998-1999, Éd. Saint-Augustin, Saint-Maurice (Suisse).  (ISBN 2-88011-143-9)

### 2000 - 2004
- 2000 : Méditations sur l'Évangile de Marc, Éd. Saint-Augustin, Saint-Maurice (Suisse).  (ISBN 2-88011-178-1)
- 2000 : Quelle beauté sauvera le monde ?, Éd. Saint-Augustin, Saint-Maurice (Suisse).  (ISBN 2-88011-187-0)
- 2000 : Le fruit de l'Esprit dans la vie quotidienne, Éd. de l'Atelier & Éd. ouvrières, Paris.  (ISBN 2-7082-3500-1)
- 2000 : Les Béatitudes, Éd. Saint-Augustin, Saint-Maurice (Suisse).  (ISBN 2-88011-197-8)
- 2000 : Méditations sur l'Évangile de Jean, Éd. Saint-Augustin, Saint-Maurice (Suisse).  (ISBN 2-88011-202-8)
- 2000 : "Je rêve d'une Europe de l'Esprit", Bayard, Paris.  (ISBN 2-227-43693-X)
- 2001 : Simple propos sur le corps, Éd. Saint-Paul, Versailles.  (ISBN 2-85049-860-2)
- 2001 : Témoins de la Parole, Éd. Saint-Augustin, Saint-Maurice (Suisse).  (ISBN 2-88011-230-3)
- 2001 : Disciples du Christ ressuscité, Éd. Saint-Augustin, Saint-Maurice (Suisse).  (ISBN 2-88011-235-4)
- 2001 : La joie de l'Évangile, Éd. Saint-Augustin, Saint-Maurice (Suisse).  (ISBN 2-88011-248-6)
- 2001 : Le "Notre Père", Éd. Saint-Augustin, Saint-Maurice (Suisse).  (ISBN 2-88011-237-0)
- 2002 : Les vertus, Éd. Saint-Augustin, Saint-Maurice (Suisse).  (ISBN 2-88011-259-1)
- 2003 : La joie parfaite, fruit de la Croix, avec la collab. Raniero Cantalamessa, Éd. Saint-Augustin, Saint-Maurice (Suisse).  (ISBN 2-88011-264-8)
- 2003 : Les sacrements, Éd. Saint-Augustin, Saint-Maurice (Suisse).  (ISBN 2-88011-294-X)
- 2004 : Le Désir de Dieu - Prier les psaumes, Cerf, Coll. « Épiphanie ».  (ISBN 2204072796)
- 2004 : L'Esprit et l'apostolat, avec la collab. de Godfried Danneels, Franco Gallivanone et Benoît Standaert, Éd. Saint-Augustin, Saint-Maurice (Suisse).  (ISBN 2-88011-309-1)
- 2004 : Le sérieux de la foi : croire selon saint Jean, Éd. Saint-Augustin, Saint-Maurice (Suisse).  (ISBN 2-88011-336-9)
- 2004 : Vers Jérusalem, Cerf, Paris.  (ISBN 2-204-07472-1)
- 2004 : L'Église une, sainte, catholique, apostolique, Éd. Saint-Augustin, Saint-Maurice (Suisse).  (ISBN 2-88011-332-6)
- 2004 : Propos sur l'art, Éd. Saint-Augustin, Saint-Maurice (Suisse).  (ISBN 2-88011-348-2)
- 2004 : Vers Jérusalem, Cerf, Coll. « Épiphanie ».  (ISBN 2204074721)

### 2005 - 2012
- 2005 : 	Découvrir sa [vocation], Éd. Saint-Augustin, 	Saint-Maurice (Suisse).  (ISBN 2-88011-379-2)
- 2005 : Paul et son ministère : deuxième Lettres aux Corinthiens, Éd. Saint-Augustin, 	Saint-Maurice (Suisse).  (ISBN 2-88011-368-7)
- 2005 : O mon peuple, sors de tes servitudes, Éd. Saint-Augustin, 	Saint-Maurice (Suisse).  (ISBN 2-88011-364-4)
- 2005 : Paul et son ministère : deuxième Lettres aux Corinthiens, Éd. Saint-Augustin, Saint-Maurice (Suisse).  (ISBN 2-88011-368-7)
- 2006 : Martini – Mes trois villes - Rome, Jérusalem, Milan, Cerf, Coll. « L'Histoire à vif ».  (ISBN 2204071951)
- 2006 : Préface pour Gilles Routhier et Laurent Villemin (Dir.) 	Nouveaux apprentissages pour l'Église : mélanges offerts à Hervé Legrand, Cerf, Paris.  (ISBN 2-204-08075-6)
- 2006 : Préface pour Alain Marchadour & David Neuhaus, La terre, la Bible et l'histoire : "vers le pays que je te ferai voir", Bayard, Paris.  (ISBN 2-227-47424-6)
- 2011: "Mon jardin secret" DDB (226 p) cité dans "Prions en Église" no 295, juillet 2011, page 243.
- 2012 : L’évêque au jour le jour, Éditions Lessius, 80 p.
- 2013 : Je crois à la vie éternelle, Éditions Médiaspaul, 168 pages.
- 2013 : Dernières conversations : Sur Dieu, l'Eglise, le pape, l'éthique et la foi, Bayard Jeunesse, 125 pages.